# Berbinceni
Berbinceni – wieś w Rumunii, w okręgu Bacău, w gminie Secuieni. W 2011 roku liczyła 161 mieszkańców.